# Gajahan
Gajahan is een bestuurslaag in het regentschap Karanganyar van de provincie Midden-Java, Indonesië. Gajahan telt 2080 inwoners (volkstelling 2010).